# JR貨物UT11G形コンテナ
UT11G形コンテナ（UT11Gがたコンテナ）は、日本貨物鉄道（JR貨物）輸送用として籍を編入している、20 ft形の私有コンテナ（タンクコンテナ）である。

## 概要
本形式の数字部位 「 11 」は、コンテナの容積を元に決定される。このコンテナ容積11 m3の算出は、厳密には端数四捨五入計算の為に、内容積10.5 m3 - 11.4 m3の間に属するコンテナが対象となる。。また形式末尾のアルファベット一桁部位 「 G 」は、恒常的に鉄道輸送するISO 668規格の国際海上コンテナを私有化した、非危険品（いわゆる普通品）タンクコンテナに付与されている。

## 特記事項
もともと、国際的なタンクコンテナの内容物は、液体又は気体類である。従って、海上コンテナ由来の本コンテナでは、日本国内仕様の鉄道用私有タンクコンテナにみられるような粉末又は、粒状貨物類は積載できない。

## 番台毎の概要

### 95000番台
95001 ・ 95002
日本石油輸送所有、紙薬剤水溶液専用。最大総重量13.2 t。海上コンテナ専用タイプコード (20 T6)。
海上コンテナ専用シリアルコード
95001:JOTU371002[8]
95002:JOTU371011[5]
95003 - 95009
日本石油輸送所有、エチレン酢酸ビニル専用。最大総重量13.2 t。海上コンテナ専用タイプコード(20T6)。
海上コンテナ専用シリアルコード
95003:JOTU371016[2]
95004:JOTU371020[2]
95005:JOTU371036[8]
95006:JOTU371037[3]
95007:JOTU371038[9]
95008:JOTU371035[4]
95009:JOTU371040[8]
95010
日本石油輸送所有、炭酸カルシウム分散剤専用。最大総重量13.2 t。海上コンテナ専用タイプコード(20T6)。
海上コンテナ専用シリアルコード
95010:JOTU371004[9]
95011
日本石油輸送所有、高級脂肪酸カルシウム(元炭酸カルシウム分散剤)専用。最大総重量13.2 t。海上コンテナ専用タイプコード(20T6)。
海上コンテナ専用シリアルコード
95011:JOTU371045[5]
95012
不　明
95013 ・ 95014
日本石油輸送所有、エチレン酢酸ビニル専用。最大総重量13.5 t。海上コンテナ専用タイプコード(20T6)。
海上コンテナ専用シリアルコード
95013:JOTU3711111[1]
95014:JOTU3711112[7]
95015
日本石油輸送所有、アクアロック専用。最大総重量13.5 t。海上コンテナ専用タイプコード(20T6)。
95016 ・ 95017
日本石油輸送所有、ポリオールプレミックス専用。最大総重量13.5 t。海上コンテナ専用タイプコード(20T6)。
海上コンテナ専用シリアルコード
95016:JOTU371019[9]
95017:JOTU371120[9]
95018 ・ 95019
トーヨーケム所有、水性塗料専用。最大総重量13.5 t。海上コンテナ専用タイプコード(20T6)。
海上コンテナ専用シリアルコード
95018:TYCU005040[8]
95019:TYCU005041[3]
95020 - 95029
日本石油輸送所有、ポリエーテルポリオール専用。最大総重量13.5 t。海上コンテナ専用タイプコード(20T6)。
海上コンテナ専用シリアルコード
95020:JOTU371129[8]
95021:JOTU371136[4]
95022:JOTU371137[0]
95023:JOTU371138[5]
95024:JOTU371139[0]
95025:JOTU371140[4]
95026:JOTU371041[3]
95027:JOTU371042[9]
95028:JOTU371088[2]
95029:JOTU371090[1]
95030
日本石油輸送所有、コンクリート混和剤専用。最大総重量13.5 t。海上コンテナ専用タイプコード(20T6)。
海上コンテナ専用シリアルコード
95030:JOTU371141[0]
95031 - 95033
日本石油輸送所有、ポリエーテルポリオール専用。最大総重量13.5 t。海上コンテナ専用タイプコード(20T6)。
海上コンテナ専用シリアルコード
95031:JOTU371142[5]
95032:JOTU371143[0]
95033:JOTU371144[6]
95034
日陸所有、コンクリート混和剤(元リカボンド)専用。最大総重量13.5 t。海上コンテナ専用タイプコード(20T6)。
海上コンテナ専用シリアルコード
95034:NRSU391025[4]
95035 ・ 95036
日陸所有、リカボンド専用。最大総重量13.5 t。海上コンテナ専用タイプコード(20T6)。
海上コンテナ専用シリアルコード
95035:NRSU391095[3]
95036:不明
95037
日陸所有、OMエマルジョン(元リカボンド)専用。最大総重量13.5 t。海上コンテナ専用タイプコード(20T6)。
海上コンテナ専用シリアルコード
95037:NRSU391119[0]
95038
日本石油輸送所有、アロンT-50専用。最大総重量13.5 t。海上コンテナ専用タイプコード(20T6)。
海上コンテナ専用シリアルコード
95038:JOTU371151[2]
95039 - 95048
日本石油輸送所有、コンクリート混和剤専用。最大総重量13.5 t。海上コンテナ専用タイプコード(20T6)。
海上コンテナ専用シリアルコード
95039:JOTU371005[4]
95040:JOTU371068[7]
95041:JOTU371146[7]
95042:JOTU371147[2]
95043:JOTU371148[8]
95044:JOTU371149[3]
95045:JOTU371150[7]
95046:JOTU371158[0]
95047:JOTU371159[6]
95048:JOTU371160[0]
95049
日本石油輸送所有、ポリエーテルポリオール専用。最大総重量13.5 t。海上コンテナ専用タイプコード(20T6)。
海上コンテナ専用シリアルコード
95049:JOTU371067[1]
95050
不　明
95051 ・ 95052
日本石油輸送所有、コンクリート混和剤専用。最大総重量13.5 t。海上コンテナ専用タイプコード(20T6)。
海上コンテナ専用シリアルコード
95051:JOTU371078[0]
95052:JOTU371084[0]
95053 ・ 95054
日陸所有、コスモネートM-200専用。最大総重量13.5 t。海上コンテナ専用タイプコード(20T6)。
海上コンテナ専用シリアルコード
95053:NRSU391042[3]
95054:NRSU391049[1]
95055 • 95056
日本石油輸送所有、アロンT-50専用。最大総重量13.5 t。海上コンテナ専用タイプコード(20T6)。
海上コンテナ専用シリアルコード
95055:JOTU371060[3]
95056:JOTU371104[5]
95057
日本石油輸送所有、アロンT-50専用。最大総重量13.5 t。海上コンテナ専用タイプコード (20 K2)。
海上コンテナ専用シリアルコード
95057:JOTU371189[4]
95058 - 95061
日本石油輸送所有、エチレン酢酸ビニル専用。最大総重量13.5 t。海上コンテナ専用タイプコード(20T6)。
海上コンテナ専用シリアルコード
95058:JOTU371223[1]
95059:JOTU371224[7]
95060:JOTU371225[2]
95061:JOTU371226[8]
95062 • 95063
日陸所有、コンクリート混和剤専用。最大総重量13.5 t。海上コンテナ専用タイプコード(20T6)。
海上コンテナ専用シリアルコード
95062:NRSU391118[4]
95063:NRSU391120[3]
95064 - 95068
日本石油輸送所有、ポリエーテルポリオール専用。最大総重量13.5 t。海上コンテナ専用タイプコード(20K2)。
海上コンテナ専用シリアルコード
95064:JOTU371193[4]
95065:JOTU371211[8]
95066:JOTU371199[7]
95067:JOTU371195[5]
95068:JOTU371196[0]
95069 • 95070
日陸所有、コンクリート混和剤専用。最大総重量13.5 t。海上コンテナ専用タイプコード(20T6)。
海上コンテナ専用シリアルコード
95069:NRSU391087[7]
95070:NRSU391086[6]
95071
不　明
95072
日本石油輸送所有、ポリエーテルポリオール専用。最大総重量13.5 t。海上コンテナ専用タイプコード(20K2)。
海上コンテナ専用シリアルコード
95072:JOTU371246[3]
95073 • 95074
日本石油輸送所有、ラテックス専用。最大総重量13.5 t。海上コンテナ専用タイプコード(20T6)。
海上コンテナ専用シリアルコード
95073:JOTU371089[8]
95074:JOTU371145[1]
95075
不　明
95076 - 95078
日本石油輸送所有、ポリエーテルポリオール専用。最大総重量13.5 t。海上コンテナ専用タイプコード(20K2)。
海上コンテナ専用シリアルコード
95076:JOTU371236[0]
95077:JOTU371251[9]
95078:JOTU371254[5]
95079
不　明
95080
日本石油輸送所有、炭酸カルシウム水溶液専用。最大総重量13.5 t。海上コンテナ専用タイプコード(20K2)。
海上コンテナ専用シリアルコード
95080:JOTU371266[9]
95081 - 95087
日本石油輸送所有、ポリマーポリオール専用。最大総重量13.5 t。海上コンテナ専用タイプコード(20K2)。
海上コンテナ専用シリアルコード
95081:JOTU371249[0]
95082:JOTU371271[4]
95083:JOTU371272[0]
95084:JOTU371273[5]
95085:JOTU371274[0]
95086:JOTU371275[6]
95087:JOTU371276[1]
95088
日本石油輸送所有、酒類専用。最大総重量13.5 t。海上コンテナ専用タイプコード(20K2)。
海上コンテナ専用シリアルコード
95088:JOTU371201[5]
95089
日本石油輸送所有、ポリエーテルポリオール専用。最大総重量13.5 t。海上コンテナ専用タイプコード(20K2)。
海上コンテナ専用シリアルコード
95089:JOTU371127[7]
95090
日本石油輸送所有、ポリマーポリオール専用。最大総重量13.5 t。海上コンテナ専用タイプコード(20K2)。
海上コンテナ専用シリアルコード
95090:JOTU371278[2]
95091 • 95092
日本石油輸送所有、ポリエーテルポリオール専用。最大総重量13.5 t。海上コンテナ専用タイプコード(20K2)。
海上コンテナ専用シリアルコード
95091:JOTU371279[8]
95092:JOTU371280[1]
95093
不　明
95094 - 95099
トーヨーケム所有、水性塗料専用。最大総重量13.5 t。海上コンテナ専用タイプコード(20K2)。
海上コンテナ専用シリアルコード
95094:TOYU950020[5]
95095:TOYU950021[0]
95096:TOYU950022[6]
95097:TOYU950023[1]
95098:TOYU950024[7]
95099:TOYU950025[2]
95100
不　明
95101 • 95102
日本石油輸送所有、PPG専用。最大総重量13.5 t。海上コンテナ専用タイプコード(20K2)。
海上コンテナ専用シリアルコード
95101:JOTU372006[8]
95102:JOTU372007[3]
95103 - 95105
日本石油輸送所有、日本ペイント借受、合成樹脂塗料専用。最大総重量13.5 t。海上コンテナ専用タイプコード(20K2)。
海上コンテナ専用シリアルコード
95103:JOTU371245[8]
95104:JOTU371291[0]
95105:JOTU371293[0]

## 外部サイト
- コンテナの絵本
- コンテナ日和